# Heinz Hopf
Heinz Hopf (Gräbschen, 19 novembre 1894 – Zollikon, 3 giugno 1971) è stato un matematico svizzero di origini tedesche, pioniere della topologia algebrica.
In sua memoria, il Politecnico federale di Zurigo assegna il Premio Heinz Hopf per l'eccezionale lavoro scientifico nel campo della matematica pura.

## Biografia

### Origini e formazione
Hopf apparteneva ad una famiglia di religione luterana composta dal padre  Wilhem, un produttore di birra ebraico, e dalla madre Elisabeth Kirchner.
Dopo aver frequentato il liceo König-Wilhelm di Breslavia, studiò Matematica a partire dal 1913 presso l'Università Friedrich-Wilhelm di Breslavia. In questa Università avevano insegnato Adolf Kneser, Max Dehn, Ernst Steinitz, Erhard Schmidt e Rudolf Sturm.

### Carriera
I suoi studi furono interrotti a causa della prima guerra mondiale. Egli si arruolò volontario nel 1914 e trascorse tutto il periodo di guerra come tenente sul fronte orientale. Presso Verdun fu ferito gravemente e ricevette nel 1918 la Eisernes Kreuz (croce di ferro). Durante il periodo di convalescenza del 1917, Hopf ebbe la possibilità di seguire i corsi di Erhard Schmidt. Secondo le sue stesse parole, lavorare sui problemi proposti da Schmidt fu un raggio di luce in quel difficile periodo. 
Dopo la guerra Hopf proseguì i suoi studi ad Heidelberg con Paul Stäckel e Oskar Perron e a Berlino con  Issai Schur, Ludwig Bieberbach ed Erhard Schmidt. Nel 1925 conseguì il dottorato con Erhard Schmidt a Berlino, con un lavoro nel quale dimostrò che ogni 3-varietà riemanniana completa semplicemente connessa di curvatura costante è (a meno di un fattore costante) globalmente isometrica allo spazio euclideo, alla 3-sfera o allo spazio iperbolico.
Hopf studiò anche l'indice degli zeri di campi vettoriali su ipersuperfici e collegò la loro somma alla curvatura. Dopo sei anni trovò una nuova dimostrazione del fatto che la somma degli indici degli zeri di un campo vettoriale su una varietà è indipendente dalla scelta del campo vettoriale stesso ed è uguale alla caratteristica di Eulero della varietà. Questo enunciato è ora chiamato teorema di Poincaré-Hopf.
Hopf trascorse l'anno successive al suo dottorato a Gottinga, dove lavoravano anche David Hilbert, Richard Courant, Carl Runge e Emmy Noether e dove incontrò Pavel Alexandrov, col quale iniziò una amicizia che durò poi tutta la vita.
In 1926 Hopf tornò a Berlino, dove tenne un corso di topologia combinatoria. Trascorse poi gli anni 1927/28 a Princeton, dove conobbe  Solomon Lefschetz, Oswald Veblen e James Waddell Alexander. In questo periodo Hopf scoprì quello che ora è chiamato invariante di Hopf dell'applicazione da {\displaystyle S^{3}} a {\displaystyle S^{2}}.
Nell'ottobre del 1928, Hopf sposò Anja von Mickwitz (1891-1967); a partire dal 1931 fu professore all'ETH di Zurigo, quale successore di Hermann Weyl che si era trasferito a Gottinga.
Nel 1935, Hopf pubblicò insieme ad Aleksandrov il noto manuale di topologia: Topologie (nella collana di trattati della casa editrice Springer),  che è considerato come il primo vero manuale in questo campo e che ebbe una grande influenza. Nel 1939, con i suoi studi topologici, Hopf introdusse l'algebra di Hopf, che ebbe più tardi una grossa influenza sulla teoria dei gruppi quantici e sulla combinatoria.
Nel 1940 Hopf ricevette un altro invito da Princeton, ma rifiutò. Due anni più tardi fu costretto a richiedere la cittadinanza svizzera, dopo che le sue proprietà erano state confiscate dalle autorità naziste.
Nel 1946/47 decise di visitare di nuovo gli Stati Uniti, soggiornando a Princeton e tenendo lezioni alla New York University e alla Stanford University.

### Riconoscimenti
Hopf fu presidente dell'Unione Matematica Internazionale dal 1955 al 1958. Ricevette ben sei volte il riconoscimento di Dottore onorario, in particolare dall'Università di Princeton e dalla Sorbonne. Ricevette inoltre il premio Lobatschewski a Mosca, fu membro dell'Accademia dei Lincei e della National Academy of Sciences.